# مكاتب المدعي العام
Staatsanwaltschaft أو مكاتب المدعي العام هي هيئات العدالة الجنائية الملحقة بالسلطة القضائية ولكنها منفصلة عن المحاكم في ألمانيا والنمسا والأجزاء الناطقة بالألمانية في سويسرا. هذا النوع من المكاتب موجود أيضًا في البر الرئيسي للصين وتايوان وفي بعض البلدان في أوروبا الوسطى بما في ذلك سلوفاكيا وسلوفينيا وبولندا وجمهورية التشيك، وكذلك ماكاو، التي تواصل اتباع النظام القانوني البرتغالي.

## ألمانيا

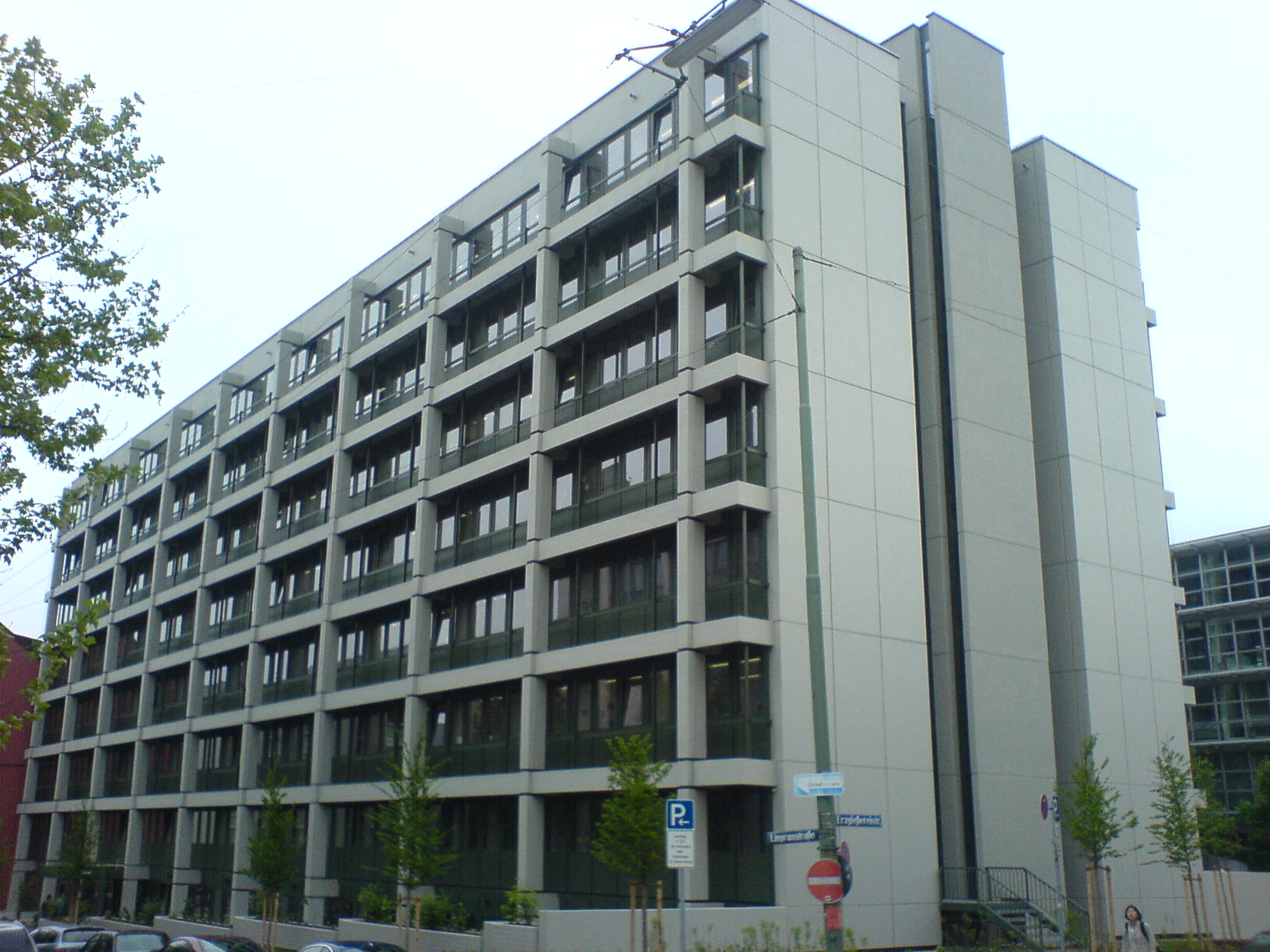
Staatsanwaltschaft München I.

في ألمانيا، تلتزم الشرطة بالتحقيق في كل جريمة يتم الإبلاغ عنها ومن ثم إرسال جميع التحقيقات إلى Staatsanwaltschaft. يقوم المدعي العام، Staatsanwalt (المدعي العام للدولة)، بمراجعة نتائج الشرطة ويقرر ما إذا كان سيتم توجيه الاتهام إلى المتهم أو وقف الإجراءات.
على مكتب المدعي العام (نظريًا) واجب التحقيق ومتابعة أي مسألة في اختصاصه بمجرد أن يعلم أنه قد تم ارتكاب جريمة جنائية (Legalitätsprinzip). ومع ذلك، هناك بعض الجرائم التي تتطلب من الضحية طلب المحاكمة صراحة (Antragsdelikt)، وقد يتم إسقاط قضايا أخرى بسبب «الذنب الصغير» أو «عدم الأهمية» أو قد يُطلب من مقدم الشكوى أن يحاكم من تلقاء نفسه (شائع في قضايا التشهير ما لم تضم شخصية وجيه). يحق للمدعين العامين إجراء التحقيقات بأنفسهم أو يمكنهم مطالبة الشرطة بذلك والشرطة ملزمة بتنفيذ هذه الطلبات. علاوة على ذلك، يمكن للمدعين العامين أن يأمروا الشهود والشهود الخبراء بالشهادة أمامهم، بل ويمكنهم أن يطلبوا من قاضي التحقيق (Ermittlungsrichter) استجواب الشهود أو فحص الأدلة. يراجع قاضي التحقيق فقط شرعية الاستجواب أو التفتيش ويجب أن يلتزم بطلب المدعي العام مادام قانونيًا.
ومع ذلك، بسبب القوى البشرية المتفوقة والتدريب والخبرة، فإن الشرطة تجري الغالبية العظمى من التحقيقات الجنائية بمفردها. تُحال القضايا عادةً إلى مكتب المدعي العام فقط عندما يُنظر إليها على أنها قد حُلت أو أصبحت جميع الخيوط واضحة. عادة ما يكون المدعي العام مشاركا فقط منذ البداية في قضايا القتل أو جرائم ذوي الياقات البيضاء الخطيرة. تتصل الشرطة أيضًا بالمدعين في مرحلة مبكرة عند توقع دعاية كبيرة أو أنهم بحاجة إلى مساعدة في الحصول على اعتقال قضائي أو أمر تفتيش وما إلى ذلك، أو عندما يقوم Ermittlungsrichter باستجواب أحد الشهود.
في المحكمة، فإن ما يقرب من 5200 وكيل نيابة في ألمانيا هم محامو الادعاء. وخلافاً للقضاة، فإن المدّعين العامين هم موظفون مدنيون وبالتالي يخضعون لأوامر رؤسائهم.

## روابط خارجية
- تقرير Eurojustice عن ألمانيا
- تقرير Eurojustice عن النمسا